# Kapitalbeteiligung
Unter Kapitalbeteiligung oder Unternehmensbeteiligung (kurz Beteiligung; englisch participation) versteht man Anteilsrechte an Unternehmen. 

## Anteilseigner
Wer die Beteiligung hält, wird als Anteilseigner (Aktionär oder Gesellschafter) bezeichnet. Anteilseigner ist, wer als natürliche oder juristische Person die Rechte und Pflichten eines Kapitalgebers bei einer Personen- oder Kapitalgesellschaft wahrnimmt. Wesentliche Rechte sind das Stimmrecht und das Recht auf Gewinnbeteiligung, zu den Pflichten gehört insbesondere die Treuepflicht. In § 2 Mitbestimmungsgesetz ist eine Legaldefinition enthalten, wonach unter Anteilseigner die Aktionäre von Aktiengesellschaften, Kommanditaktionäre von Kommanditgesellschaften auf Aktien, Gesellschafter von Gesellschaften mit beschränkter Haftung, Gewerken von bergrechtlichen Gewerkschaften mit eigener Rechtspersönlichkeit und Genossen von Erwerbs- und Genossenschaften verstanden werden.
Wegen der mangelnden Operationalität des Beteiligungsbegriffs gibt es im Handelsrecht eine (widerlegbare) Beteiligungsvermutung in § 271 Abs. 1 Satz 3 HGB. Danach gelten Kapitalanteile von mehr als 20 % an einer Kapitalgesellschaft als Beteiligung, wenn sie dem dauernden Geschäftsbetrieb des beteiligten Unternehmens dienen. Dabei wird das „Dienen“ durch die Herstellung einer dauerhaften Verbindung zum Beteiligungsunternehmen herbeigeführt (§ 247 Abs. 2 HGB). Ansonsten geht das Gesetz davon aus, dass eine Beteiligung dauerhaft besteht (§ 271 Abs. 1 Satz 1 HGB). Liegt die Beteiligung unter 20 %, so gilt sie dennoch als Beteiligung, wenn eine „dauerhafte Verbindung“ beabsichtigt ist. Liegt eine Veräußerungsabsicht vor oder ist lediglich eine Finanzbeteiligung geplant, handelt es sich nicht um eine „dauernde Verbindung“.
Zum Anteilseigner wird man durch Kauf von Aktien oder Einzahlung der mit dem Unternehmen vereinbarten Kapitalbeteiligung. Steht die Kapitalbeteiligung dem Unternehmen zur endgültigen und freien Verfügung, so veranlasst es die Eintragung des Anteilseigners in das für die Gesellschaft zuständige Register, insbesondere Handelsregister. Das gilt nicht für Aktiengesellschaften. Die Bezeichnung Anteilseigner leitet sich vom Eigentümer von Kapitalanteilen ab. Als Eigentümer kann er sämtliche Eigentümerrechte wahrnehmen, insbesondere kann er seine Anteile veräußern oder belasten; sie können auch gepfändet werden. Der Anteilseigner übernimmt Rechte und Pflichten. Zu den Rechten gehören insbesondere Mitverwaltungs- und Vermögensrechte. Das Mitverwaltungsrecht ist vor allem das Stimmrecht, das im Regelfall mit dem Kapitalanteil verbunden ist. Es berechtigt den Anteilseigner, an den Beschlussfassungen aller Anteilseigner teilzunehmen und das Stimmrecht auszuüben. Das Vermögensrecht beinhaltet hauptsächlich das Recht auf Gewinnbeteiligung. Pflichten ergeben sich aus der Treuepflicht.

## Arten
Je nach prozentualer Höhe der Beteiligung des Kapitalgebers am gesamten Nominalkapital des Unternehmens (Beteiligungsquote) unterscheidet man verschiedene Arten. Eine Minderheitsbeteiligung liegt vor, wenn die Beteiligungsquote unter 50 % beträgt, eine Sperrminorität liegt in der Regel bei Beteiligungsquoten zwischen über 25 % und unter 50 % vor, da Satzungen und Gesellschaftsverträge in der Regel für besonders wichtige Beschlüsse (z. B. Satzungsänderungen) eine Mehrheit von 75 % vorsehen. Qualifizierte Mehrheitsbeteiligung besteht bei Beteiligungsquoten von 75 % bis zu 95 % und eine Eingliederungsbeteiligung (oder Squeeze-out-Beteiligung) bei Beteiligungsquoten im Bereich zwischen 95 % und 100 %.
An die Höhe der Beteiligungsquote knüpfen mehrere Rechtsfolgen an, insbesondere die Einflussnahme und die Gewinnbeteiligung. Bei der Einflussnahme ist von Bedeutung, dass keine Trennung von Kapitalanteil und Stimmrecht vorgesehen ist. Eine solche Trennung ist rechtlich aber möglich. Eine Kleinstbeteiligung ist nur dann von Bedeutung, wenn bei Beschlüssen Einstimmigkeit erforderlich ist. Bis zu einer Beteiligungsquote von unter 10 % spricht man von einer Streubesitzbeteiligung. Erst die Sperrminorität kann Beschlüsse blockieren, die eine qualifizierte Mehrheit (i. d. R. 75 % aller Gesellschafter) erfordern. Liegt die Beteiligungsquote über 50 %, können Beschlüsse, für die eine einfache Mehrheit vorgesehen ist, herbeigeführt oder verhindert werden. Eine Beteiligungsquote von mindestens 75 % ermöglicht Beschlüsse mit qualifizierter Mehrheit. Die Eingliederungsbeteiligung von 95 % ermöglicht bei Aktiengesellschaften den Ausschluss der Minderheitsaktionäre. Von den Beteiligungsquoten hängen auch börsenrechtliche Meldevorschriften ab. Das Erreichen, Überschreiten oder Unterschreiten von 3 %, 5 %, 10 %, 15 %, 20 % 25 %, 30 %, 50 % und 75 % der Stimmrechte sind dem Emittenten und der BaFin mitzuteilen (§ 33 Abs. 1 Satz 1 WpHG). Bei Aktiengesellschaften bestehen Minderheitenrechte, z. B. können Aktionäre, die (auch gemeinsam) 5 % der Aktien halten, die Einberufung einer Hauptversammlung verlangen (§ 122 Abs. 1 AktG).
Im Hinblick auf die Kenntnis Dritter über die Beteiligung lassen sich die offene und stille Beteiligung unterscheiden. Während die offene Beteiligung für jedermann im Jahresabschluss erkennbar ist, ist die stille Beteiligung (auch stille Gesellschaft genannt) weder aus dem Jahresabschluss noch aus dem Handelsregister erkennbar. Die Haftung des stillen Gesellschafters ist auf seine Beteiligung beschränkt (§ 232 Abs. 2 HGB), wobei er durch die geschlossenen Geschäfte weder berechtigt noch verpflichtet wird (§ 230 Abs. 2 HGB) und im gesetzlichen Fall auch am Verlust beteiligt ist (§ 231 Abs. 2 HGB).
Insbesondere im Hinblick auf steuerliche Fragen hat die Schachtelbeteiligung im Zusammenhang mit dem so genannten Schachtelprivileg Bedeutung. Gegenseitige Beteiligungen von Unternehmen aneinander bezeichnet man als Überkreuzbeteiligungen.

## Form
Im Regelfall besteht die offene Beteiligung in einer Bareinlage. Der Anteilseigner tätigt diese Einlage, indem er den erforderlichen Kapitalbetrag an die Gesellschaft zu deren freier und endgültiger Verfügung überträgt. Die Gesellschaft meldet diese Kapitalüberlassung dem Handelsregister an, das eine entsprechende Eintragung bei den Beteiligungsverhältnissen vornimmt. Seltener ist die Sacheinlage, bei der einlage- und bewertungsfähige sowie übertragbare Vermögensgegenstände der Gesellschaft überlassen werden. Mit endgültiger und vollständiger Leistung der Bar- oder Sacheinlage wird der Anteilseigner haftungsfrei.

## Bilanzausweis
Bei Beteiligungen kommt es auf die „dauernde Verbindung“ an. Diese liegt regelmäßig dann vor, wenn über die Daueranlageabsicht hinaus ein unternehmerisches Interesse des Anteilseigners zur Förderung des eigenen Geschäftsbetriebs vorliegt. Eine tatsächliche unternehmerische Einflussnahme (nach § 311 Abs. 1 AktG) ist ein Indiz für eine dauernde Verbindung. Im Falle einer „dauerhaften Verbindung“ ist die Beteiligung im Anlagevermögen zu bilanzieren. Zum Anlagevermögen gehören nämlich nach § 247 Abs. 2 HGB alle Vermögensgegenstände, die dazu „bestimmt sind, dauernd dem Geschäftsbetrieb zu dienen.“ Für derartige Beteiligungen ist in § 266 Abs. 2 A III HGB die Bilanzposition „Finanzanlagen“ vorgesehen. Dabei gibt es zwei Untergliederungsformen, nämlich „Anteile an verbundenen Unternehmen“ und „Beteiligungen“. Ist jedoch nur eine Finanzanlage beabsichtigt oder besteht die Absicht oder die Möglichkeit einer Veräußerung, sind die Anteile im Umlaufvermögen auszuweisen (§ 266 Abs. 2 B III HGB als „Anteile an verbundenen Unternehmen“).

## Bewertung
Beteiligungen sind mit den Anschaffungskosten zu bilanzieren (§ 255 Abs. 1 HGB). Zu den Anschaffungskosten gehören neben dem Kaufpreis auch Nebenkosten wie Notar- und Rechtsberatungskosten oder Börsen- und Maklerprovisionen. Für die laufende Bewertung gilt – wie beim gesamten Anlagevermögen – das gemilderte Niederstwertprinzip. Danach führen Wertminderungen gegenüber dem Buchwert einer Beteiligung nur dann zu außerplanmäßigen Abschreibungen, wenn die Wertminderung eine dauerhafte ist. Wertsteigerungen etwa durch Gewinnthesaurierung können mit Hilfe von Zuschreibungen – allerdings nur bis zur Höhe der ursprünglichen Anschaffungskosten – berücksichtigt werden.

## Besteuerung
Weltweit ist die Besteuerung von Beteiligungen und Dividenden hieraus sehr uneinheitlich geregelt. Selbst in einzelnen EU-Staaten gibt es sehr heterogene Regelungen.

### Deutschland
- Bei einer unternehmerischen Beteiligung hat der einkommensteuerpflichtige private Anteilseigner vereinnahmte Dividenden der Abgeltungssteuer zu unterwerfen. Das gilt auch für die Gewinne aus Anteilsveräußerungen, sofern die Beteiligungsquote unter 1 % lag. Bei einer Beteiligungsquote von 1 % und darüber gilt das Teileinkünfteverfahren. Hierbei sind 40 % der Dividenden steuerfrei (§ 3 Nr. 40 EStG), die restlichen 60 % unterliegen dem Normaltarif.[5]
- Vereinnahmt eine inländische Kapitalgesellschaft Dividenden von einer inländischen Beteiligung, so werden diese nach § 8b Abs. 1 KStG nicht besteuert, wobei nach § 8b Abs. 5 KStG eine nicht abzugsfähige Betriebsausgabe von 5 % der Dividende vorsieht. Das führt im Ergebnis zu einer 95%igen Dividendenfreistellung.[6]

### Österreich
In Österreich wurde die Besteuerung von Kapitalvermögen zum Jahresbeginn 2011 neu geregelt. Die neuen Bestimmungen sehen vor, dass neben der bisherigen Kapitalertragsteuer (KESt) auf Zinsen, Dividenden und Fondserträge auch Kursgewinne von Kapitalvermögen (z. B. aus Aktien, Anleihen, Fondsanteile, GmbH-Anteile etc.) und Derivaten (z. B. Zertifikate) der KESt in Höhe von 25 % (seit 1. Januar 2016 27,5 %) unterliegen. Kursgewinne werden erst seit April 2011 der KESt unterworfen.

### Schweiz
Auf Bundesebene trat die so genannte privilegierte Besteuerung von Dividenden im Januar 2009 in Kraft. Dabei ist es den Kantonen freigestellt, Dividenden ebenfalls privilegiert zu besteuern. Beim Teilbesteuerungsverfahren beträgt die Entlastung von Beteiligungen im Geschäftsvermögen 50 %, Dividenden aus Beteiligungen im Privatvermögen werden um 40 % entlastet.